# Trixa longipennis
Trixa longipennis là một loài ruồi trong họ Tachinidae.